# Скрипельов Андрій Сергійович
Андрій Сергійович Скрипельов (народився 4 червня 1982 у м. Смоленську, СРСР) — білоруський хокеїст, захисник.   
Хокеєм почав займатися у 1990 році у СДЮШОР «Хімік» (перший тренер — В.Ф. Пульвер). Вихованець хокейної школи «Хімік» (Новополоцьк). Виступав за «Полімір» (Новополоцьк), «Динамо» (Мінськ).
У складі молодіжної збірної Білорусі учасник чемпіонатів світу 2001 і 2002. У складі юніорської збірної Білорусі учасник чемпіонатів світу 1999 (група B) і 2000.